# Шлифенов план
Шлифенов план је стратешки план немачког генералштаба за победу на западном фронту против Француске. У првом месецу Првог светског рата план се извршавао скоро до победе над Французима. Међутим француски контранапад на предграђима Париза у Првој бици на Марни окончао је немачку офанзиву и осигурао је године рововског ратовања. Контроверзни план је остао тема спорова историчара и војних аналитичара.

## Преглед
Шлифенов план носи име по свом аутору, грофу Алфреду фон Шлифену. План је претпостављао брзу мобилизацију, занемаривање неутралности Белгије и Луксембурга и снажан пролаз немачког деснога крила кроз Белгију и северну Француску у југозападном смеру. За то време би се одржавала дефанзивна позиција на централном делу и на левом крилу у Лорени, Мозелу и Вогезима. Основни смисао плана је да се у рату на два фронта победи тако да се најпре брзо победи на Западу пре него што Русија може мобилисати и допремити своју војску до Источне Пруске. План је предвиђао 39 дана до пада Париза. Париз није требало да буде заузет, него је десно крило немачке армије требало проћи западно од Париза. Идеја плана није била да се заузму градови или индустрија, него да се зароби већина француске војске и Француска присили на предају, што је понављање стратегије којом је поражена Француска у Француско-пруском рату. 
План је направљен после споразума о Антанти између Француске и Велике Британије. Кајзер Вилхелм II Немачки је захтевао од начелника генералштаба Алфреда фон Шлифена да осмисли план о рату на два фронта. Од децембра 1905, фон Шлифен је представљао план. Шлифен и Хелмут фон Молтке Млађи били су заведени могућношћу да евентуално изврше двоструко окружење целе француске војске десним крилом, које би долазило са севера и запада и левим крилом са истока. Инспирација је била чувена Ханибалова битка код Кане 216. п. н. е. Шлифенов план је на неки начин био стратешко обнављање Ханибалове тактике користећи напредак комуникација и транспорта.
Политички недостатак плана је да је садржавао инвазију неутралних држава Белгије и Холандије.
План је предвиђао изузетно спору руску мобилизацију, због лоше железнице. Након брзе победе над Француском, немачке снаге би према плану биле пребачене на источни фронт. По плану 91% војске је требало да буде послан у Француску, а само 9% према Русији. Циљ је био да се Француска победи за 6 недеља, за колико је Русији потребно да мобилише војску. После победе над Француском војска би била пребачена на источни фронт, пре него што би Русија могла сакупити снаге за напад.

## Модификације плана 1906.
Након пензионисања фон Шлифена, Хелмут фон Молтке Млађи је постао начелник немачког генералштаба. Фон Молтке је сматрао да је план превише рискантан. План осмишљен 1905. постао је део начина размишљања генералштаба, тако да га фон Молтке није могао одбацити. Уместо тога одлучио је да га модификује. Хелмут фон Молтке Млађи је одлучио да десном крилу, које је требало напасти Француску са севера не да толико војске, него да буде више војске у Алзасу и Лорени и на руској граници. Друга промена је била да немачка војска не пролази кроз Низоземску, него само кроз Белгију. Те промене су постале предмет дебата. Л. Ц. Ф. Тарнер сматра да је тим значајним променама Молтке осудио кампању на пропаст, јер је ослабио главну офанзиву. Није дао праву шансу да се француска армија брзо порази и зато се све заглибило у рововском ратовању. Пошто се није ишло кроз Низоземску створила се велика гужва на немачко-белгијској граници. Непоседовање холандских железница је створило проблеме у снабдевању.

## Шлифенов план у акцији и његов неуспех
Постоји пет главних разлога неуспеха Шлифеновог плана
- Белгијски отпор. Иако је белгијска војска била десет пута мања од немачке успорила је немачко напредовање. Немци су користили хаубице зване "Дебела Берта" да разарају белгијске тврђаве. Белгијанци су стално представљали претњу немачким линијама снабдевања
- Присуство Британског експедиционог корпуса. После рата је откривено да многи немачки генерали и политичари нису веровали да ће Велика Британија ући у рат. Ипак су ушли због страха од немачке експанзије и уговора са другим државама. Иако је Британски експедициони корпус био непрекидно у повлачењу током августа пружио је довољно отпора немачкој првој армији под командом генерала Александра фон Клука да је помогао да фон Клук одустане од плана. Фон Клук је скренуо југоисточно, што није било предвиђено планом. Због тога је изложио своје десно крило и све то је довело до чуда у Првој бици на Марни.
- Брзина руске мобилизације. Руси су се кретали брже него што се очекивало, тако да су изненадили Немце брзином, којом су се нашли у Источној Пруској. Та руска претходница није представљала опасност, али је Немце забринула брзина допремања руских трупа, па су морали да повуку још војске са западног фронта, да би ојачали источни фронт. Та војска није била потребна, јер су те трупе биле у пролазу преко Немачке током битке код Таненберга у којој је Немачка победила. Али то је ослабило десно крило значајно за Шлифенов план.
- Француске железнице. Због губљења времена са Белгијанцима и Британцима, Французи су добили довољно времена да пребацују своју војску из Алзаса и Лорене. Немци су потценили француске железнице и брзину којом могу пребацивати војску. Кад је немачка војска улазила са севера у Француску већ их је чекао велики део француске војске.
- Промена савезника Централних сила. Италија и Румунија су се сматрале као савезници Централних сила, али кад је избио рат Италија и Румунија су остале неутралне. Шлифенов план је рачунао на њих као савезнике.

Неуспех Шлифеновог плана резултовао је у Првој бици на Марни у септембру 1914, затим у рововском рату са сталним линијама фронта и у рату Немачке на два фронта. Оно што се у ствари догодило је обратни Шлифенов план. Руска армија је много лакше сломљена од западних савезника, а Немачка је сматрала Русију опаснијом од западних савезника. Западни савезници су били боље опремљени од Централних сила или од Русије.

## Критика
Постоје историчари као Давид Фромкин, тврде да Шлифенов план у ствари није био план него меморандум. Фромкин је тврдио да меморандум из 1905. није никад разрађен у оперативни план. Тврди да је у ствари фон Молтке сматрао да је то пуни оперативни план.
Британски војни историчар Џон Киган критикује изостанак реализма о брзини којом је немачко десно крило требало проћи кроз Холандију и Белгију и стићи до Париза на време. Сматра да без обзира куда се ишло није било довољно путева за толику војску, која је требало да стигне до Париза на време.

## Додатне чињенице
- Изостанак Хелмута фон Молткеа са западног фронта било је круцијално, иако не одлучан фактор за неуспех плана. Комуникације су биле лоше, а немачка војска је слала нешифроване поруке, па су Французи знали куда ће даље Немци кренути.
- Молтке се бојао слабости на подручју Алзаса и могућности да Французи продру кроз немачко лево крило, ако има мало војске. То је иначе био део Шлифеновог плана, по коме се могло жртвовати мало немачког територија на кратку стазу, да би се одлучно победила француска војска. Молтке није желео да ризикује, па је повукао неколико дивизија са деснога крила на лево крило.
- Крутост Шлифенова плана је такође предмет критика. План је предвиђао пораз Француске за 42 дана. Пошто су имали прецизан план немачки генералштаб није могао импровизовати током рата. С друге стране, генерал фон Кук је направио одлуку да скрене југоисточно, уместо да по плану настави крај Париза. Немачки генерали су учени да мисле сами за себе, тако да је та одлука имала ортодоксни војни смисао, али је тиме спречено да Немци започну битку опкољавања Париза.